# Chefsåklagare
En chefsåklagare är, efter reformen av åklagarväsendet i Sverige på 1990-talet, tjänstebenämning för den som är chef för en åklagarkammare. Närmast överordnad är överåklagaren och närmast underställda är kammaråklagarna på kammaren.